# نشر گاز متان
منابع انتشار متان ناشی از فعالیت‌های انسانی:
۲۰۲۰تقریبی
نشر گاز متان (انگلیسی: Methane emissions) یکی از عوامل اصلی افزایش غلظت گازهای گلخانه‌ای در جو زمین بوده و در کوتاه مدت باعث افزایش یک سوم گرمایش جهانی می‌شود. در ۲۰۱۹، حدود ۶۰٪ (۳۶۰ میلیون تن) گاز متان  منتشر شده در سطح جهان از فعالیت‌های انسانی ناشی می‌شود، در حالی که منابع طبیعی حدود ۴۰٪ (۲۳۰ میلیون تن) را در بر می‌گیرد. کاهش نشر گاز متان که با جذب و استفاده از گاز صورت می‌گیرد می‌تواند مزایای زیست‌محیطی و اقتصادی همزمان ایجاد نماید.
حدود یک سوم (۳۳٪) از نشر گازها ناشی از استخراج معادن و به‌کارگیری سوخت‌های فسیلی است که بیشتر به دلیل تخلیه گاز و نشت گاز می‌باشد. روسیه بزرگ‌ترین تولیدکننده متان در جهان از نفت و گاز است. زباله‌های دامداری و دامپروری که (۳۰٪) از نشر متان را در بر می‌گیرد در درجه اول به دلیل گازهای دستگاه هاضمه توسط دام نشخوارکنندگان مانند گاو و گوسفند می‌باشد. جریان زباله‌های مصرفی انسانی، به ویژه آنهایی که از محل‌های دفن زباله گورستان زایدات و تصفیه فاضلاب عبور می‌کنند، رشد کرده و به سومین دسته اصلی نشر گازهای متان(۱۸٪) تبدیل شده‌اند. کشاورزی گیاهی، شامل تولید مواد غذایی و زیست‌توده، چهارمین گروه نشر گاز متان است که (۱۵٪) را تشکیل می‌دهد، شامل تولید برنج به عنوان بزرگ‌ترین محصول مصرفی است.
تالاب‌های جهان حدود سه چهارم (۷۵٪) منابع طبیعی پایدار متان را تشکیل می‌دهند. نشت‌های ناشی از ذخایر هیدروکربن و هیدرات گازی، انتشارات گاز آتشفشانی، آتش‌سوزی جنگل) و انتشار موریانه‌ها بقیه نشر گاز متان را تشکیل می‌دهند.

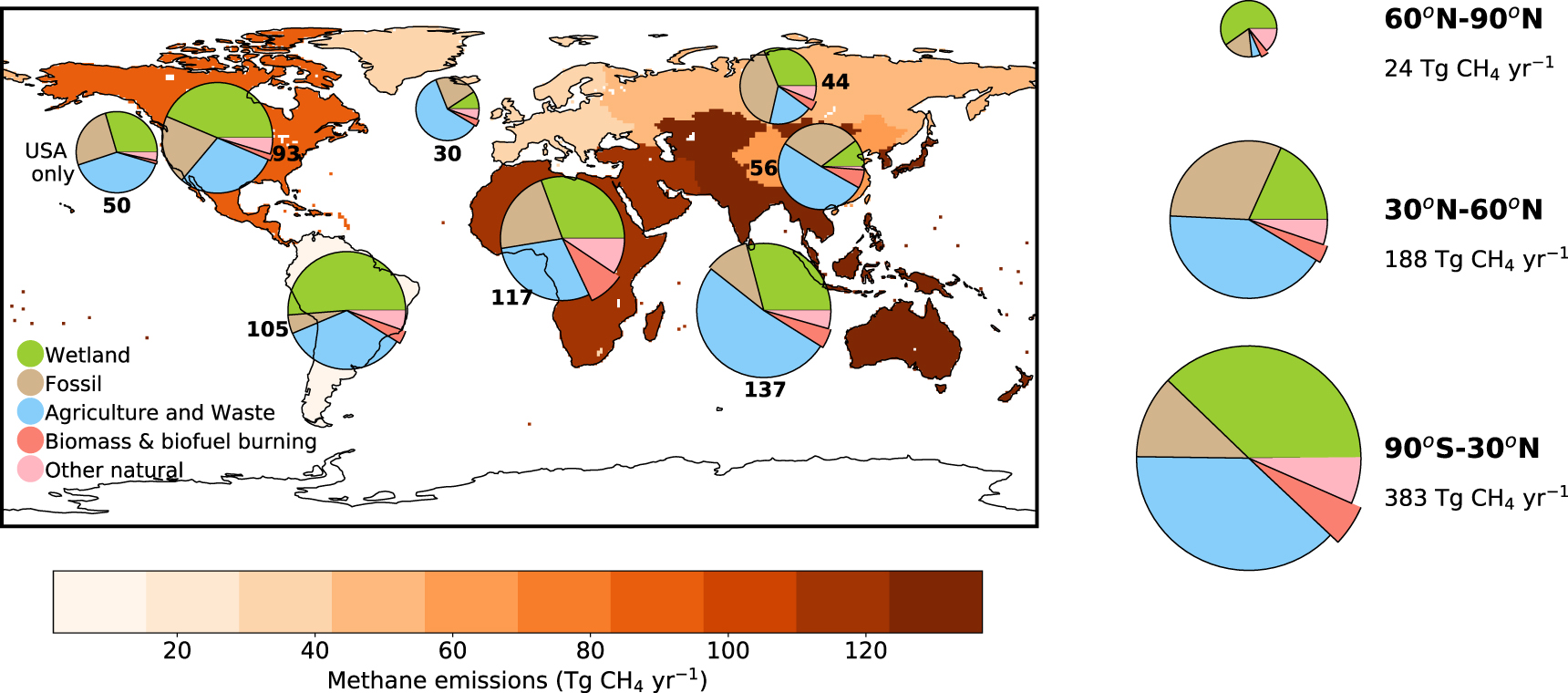
نقشه نشر گاز متان بر اساس منطقه، دسته، منبع و عرض جغرافیایی.

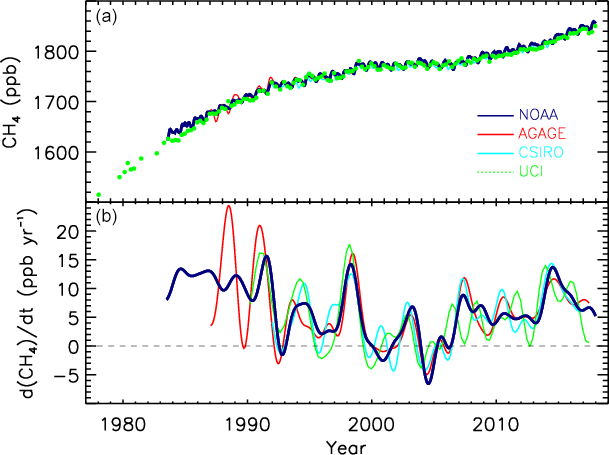
میانگین جهانی CH اتمسفر_{۴} (نمودار بالایی) و نرخ رشد سالانه آن (نمودارد پائینی)

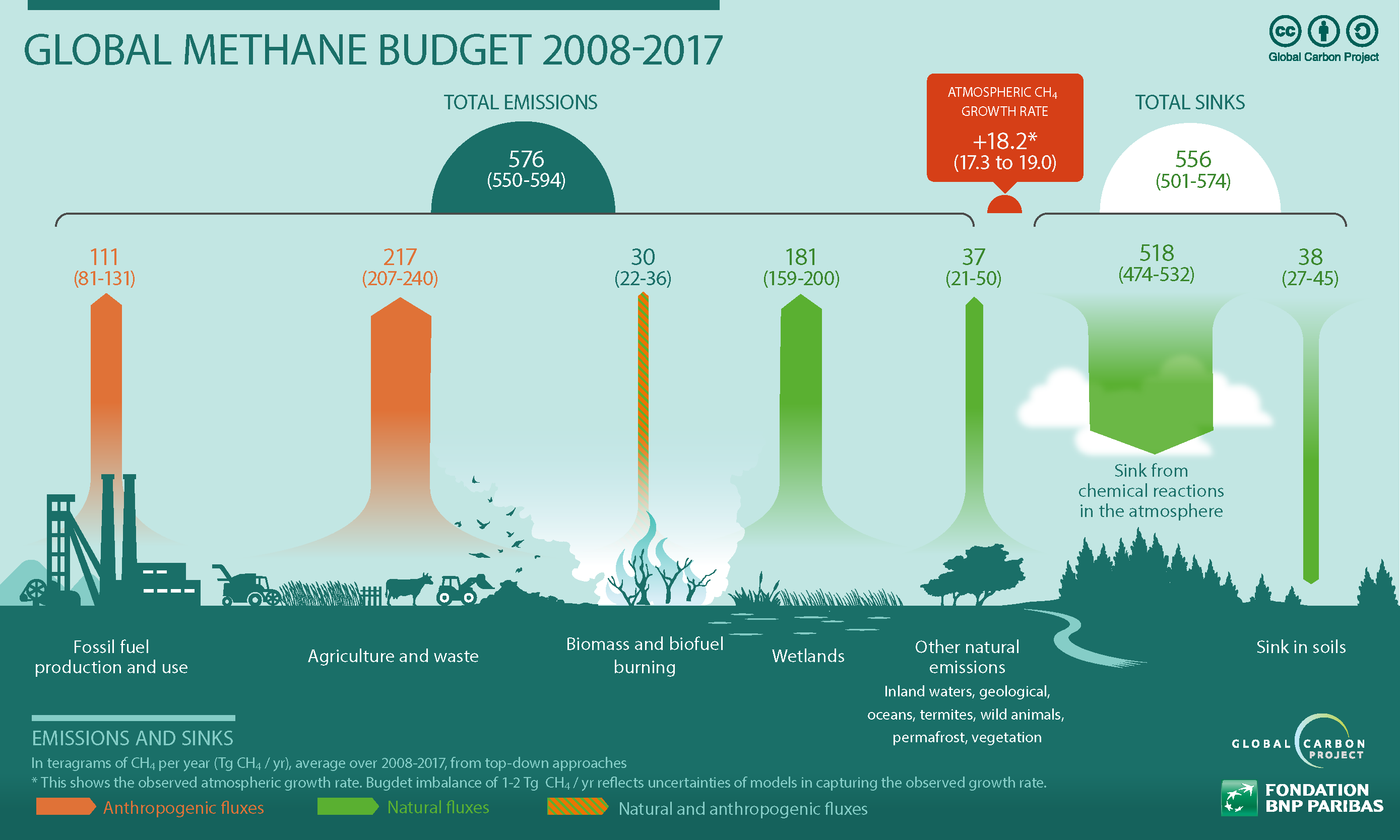
پروژه جهانی کربن منابع اصلی متان برای دهه ۲۰۰۸–۲۰۱۷ را تخمین زده‌است